# 仓山镇 (中江县)
仓山镇，是中华人民共和国四川省德阳市中江县下辖的一个乡镇级行政单位。2019年12月，撤销元兴乡，将其所属行政区域划归仓山镇管辖。

## 行政区划
仓山镇下辖以下地区：
人民路社区、古镇社区、飞乌村、双碑村、南华村、送宝村、花姑村、海棠村、踏水桥村、三江村、走马岭村、人和寨村、三合碑村、望乡村、龙怀村、朝元村、倒碑垭村、甘塘村、乾伟村、甘露村、祁家沟村、郪城村、宝塔村、双柏树村、香樟村、太阳村、独楼村、大栗山村、宝磬村、柏垭村、金佛寺村、骑龙店村、黄林村、华实村、切山村、材源村、响滩村、园山村、偏偏店村、马家湾村、玉宇村和洪恩村。

## 交通
- 达成铁路：仓山镇站（中心里程为达成线238公里568米处，本站与骑龙站间相距5.436公里，与会龙站间相距6.495公里。）